# Swojcino
Swojcino [pronunciación en polaco: /sfɔi̯ˈt͡ɕinɔ/] (en alemán: Wilhelminenberg) es un asentamiento en el distrito administrativo de Gmina Maszewo, dentro del condado de Goleniów, Voivodato de Pomerania Occidental, en el noroeste de Polonia. Se encuentra a unos 6 kilómetros al suroeste de Maszewo, a 16 kilómetros al sureste de Goleniów, y a 28 kilómetros al este de la capital regional Szczecin.